# Modrica (Kruševac)
Pour les articles homonymes, voir Modrica.

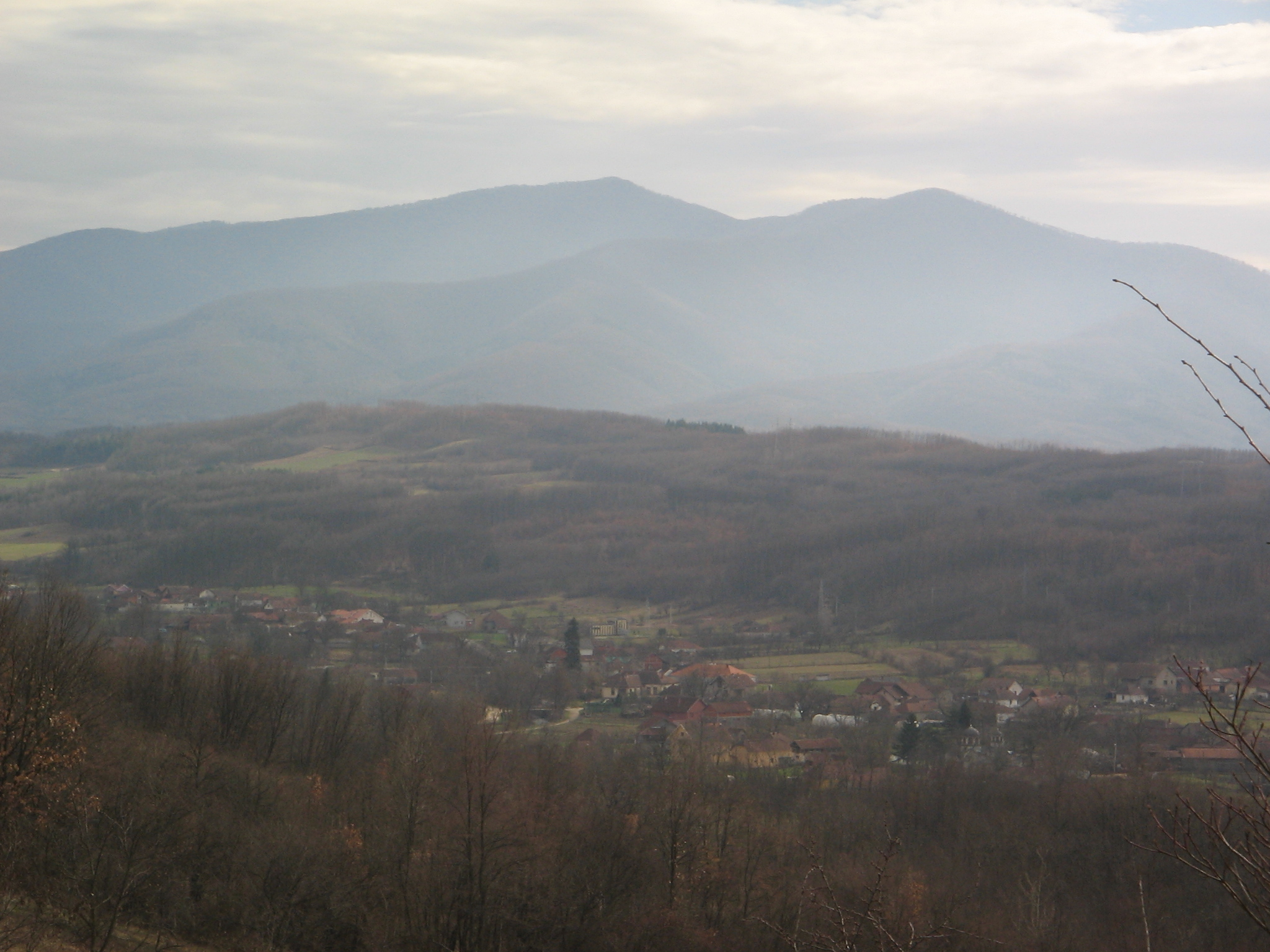

Modrica (en serbe cyrillique : Модрица) est un village de Serbie situé sur le territoire de la Ville de Kruševac, district de Rasina. Au recensement de 2011, il comptait 778 habitants.

## Démographie

### Évolution historique de la population
| 1948 | 1953 | 1961 | 1971 | 1981 | 1991 | 2002 | 2011 |
| ---- | ---- | ---- | ---- | ---- | ---- | ---- | ---- |
| 677  | 677  | 690  | 682  | 734  | 735  | 764  | 778  |

|  |